# Murszilisz-napfogyatkozás

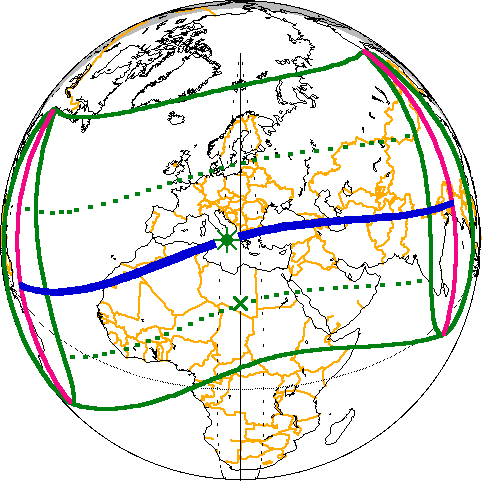
Az i. e. 1312-es teljes napfogyatkozás által érintett területek térképe

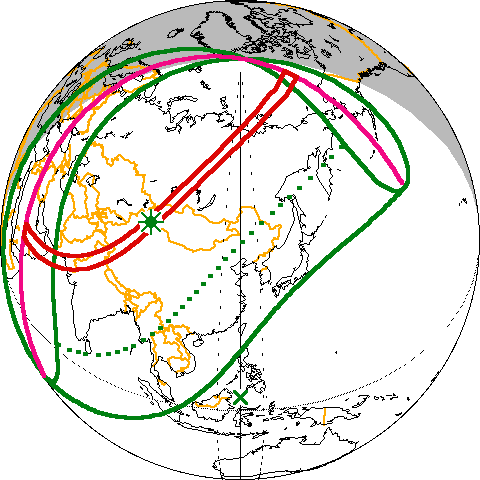
Az i. e. 1308-as napfogyatkozás térképe

Egy teljes napfogyatkozás így néz ki

A Murszilisz-napfogyatkozás olyan ókori esemény, amely meghatározó jelentőségű az ókori Közel-Kelet kronológiája tekintetében. II. Murszilisz hettita király évkönyvei (CTH#61.1 és CTH#61.2) az uralkodásának 10. évében lejegyeznek egy eseményt, amely napfogyatkozásként értelmezhető. A „jósjel napja” éppen akkor következett be, amikor a kaszkák elleni hadjáratra készültek, és jósjeleket kértek a szokás szerint.
A lehetséges időszakban két napfogyatkozás jöhet szóba. Az első az i. e. 1312. június 24-én bekövetkező esemény. Ennek maximuma két perc 48 másodpercig tartott Szicília térségében, és a teljes napfogyatkozás sávja végighúzódik egész Anatólián. A második lehetőség az i. e. 1308. április 13-i, amely gyűrűs volt, és Anatólia az észlelhetőségi sáv szélén helyezkedik el. 

Az első napfogyatkozással való azonosítás a valószínűbb, amelyet Trevor Bryce 1999-ben azonosított a Murszilisz-féle eseménnyel. Korábban (1993-ban) Paul Åström azonosította az i. e. 1308-as napfogyatkozással. Az utóbbi azonban kora reggel következett be, kezdete Arábiában volt. Az i. e. 1312-es viszont kora délután, közvetlenül Anatólia felett volt. Ugyanakkor a júniusi dátum meglehetősen későinek tűnik a nyári hadjárat megindításához, míg az áprilisi sokkal érthetőbb lenne.
Ha az i. e. 1312-es dátumot elfogadjuk, akkor II. Murszilisz uralkodásának kezdetét i. e. 1322/1321-re lehet tenni, így jelenleg ez a legkorábbi, évre pontosan ismert ókori keleti dátum. A vita azonban még nem dőlt el, egyes kutatók szerint mindkét napfogyatkozás megfigyelésére vannak adatok, Murszilisz évkönyveiben ezek nem ugyanarra a napfogyatkozásra vonatkoznak, hanem az első a királyné halálával egyidejű, a másik pedig a későbbi, amikor a kaszkák ellen indultak.